# تشو دونغ تشان
تشو دونغ تشان (بالكورية: 조동찬) (من مواليد 27 يوليو 1983) هو لاعب كرة القاعدة من كوريا الجنوبية.
شارك في دورة الألعاب الآسيوية 2006 في الدوحة، قطر.

## روابط خارجية
- تشو دونغ تشان على موقع دوري كوريا الجنوبية لكرة القاعدة (الإنجليزية)
- تشو دونغ تشان على موقعبيزبول رفرنس.كوم (الدوري الثانوي) (الإنجليزية)